# Communauté de Grandchamp
Pour les articles homonymes, voir Grandchamp.
La Communauté de Grandchamp est une communauté monastique de sœurs protestantes à vocation œcuménique située dans le hameau de Grandchamp à Areuse, au bord du lac de Neuchâtel en Suisse romande.

## Histoire
En 1913, une association de femmes protestantes réformées est fondée à Genève. Geneviève Micheli, qui est veuve depuis 1910 et mère de trois enfants, participe à la création de ce groupe qui est connu sous le nom des Dames de Morges. Dans le cadre des retraites organisées par ce groupe, elle sympathise avec Marguerite de Beaumont en 1928.
En 1931, la première retraite morgienne dans le hameau de Grandchamp a lieu, au sein de la propriété de la famille Bovet. Ces retraites se développent progressivement sous la houlette de Geneviève Micheli.
En 1936, encouragées par le pasteur Max Dominicé de l’Église protestante de Genève, Marguerite de Beaumont s’installe de façon permanente dans le hameau. Une réflexion sur une possible vie communautaire s'amorce à la suite de la visite de Geneviève et Marguerite au sein de la maison de retraite spirituelle qu’Antoinette Butte tient alors à Saint-Germain-en-Laye. Marguerite Bossert et Irène Burnat s’installent rapidement après à Grandchamp,. Ces trois premières « sœurs » qui s’installent à Grandchamp – sœur Marguerite, sœur Marthe et sœur Irène – rejoignent toutes à cette occasion le Tiers-ordre des Veilleurs.
Wilfred Monod, fondateur des Veilleurs, est en effet très influent auprès de la communauté naissante. Geneviève Micheli vit alors à Paris et fréquente la paroisse de l’Oratoire du Louvre, où Monod est pasteur. Il assiste à une retraite à Grandchamp en 1938. 
En 1939, les trois premières résidentes de Grandchamp, et futures sœurs fondatrices de la communauté, partent faire une retraite avec les futures sœurs de la communauté de Pomeyrol dans le château que ces dernières occupent à Saint-Étienne-du-Grès. En 1940, Roger Schutz est intéressé par les prémisses de la vie communautaire de Grandchamp et vient y séjourner avant de retourner en Bourgogne fonder la communauté de Taizé. Dès lors les trois communautés naissantes entretiennent des liens privilégiés.
Marguerite de Beaumont sollicite Geneviève Micheli en 1944 pour qu’elle devienne la « mère » de la communauté,. 
En 1948 est créée la Fondation des retraites spirituelles de Grandchamp, membre de la Fédération des Églises protestantes de la Suisse.
Le pasteur Jean de Saussure accompagne la communauté de 1949 à 1954.
En 1952, les sœurs prononcent leurs vœux monastiques, sous la direction de mère Geneviève Micheli.
En 1953, un nouveau rapprochement est fait avec la communauté de Pomeyrol et de Taizé : les trois communautés adoptent la même règle. Cette première version de la règle de Taizé, écrite par frère Roger, insiste sur le concept de la grâce du pardon reçu et donné[réf. nécessaire], et l'esprit des Béatitudes : la règle est en effet influencée par la spiritualité de Wilfred Monod et des Veilleurs que frère Roger résume dans les trois mots : « Joie, simplicité, miséricorde ».
La communauté grandit et devient internationale après la Seconde Guerre mondiale, s'engageant pour l'amitié franco-allemande et la réconciliation européenne.
En 1954, deux sœurs ouvrent une maison de retraite spirituelle, dans le hameau de Sonnenhof à Gelterkinden, près de Bâle en Suisse alémanique. À la même période, quelques sœurs s'installent à Saint-Ouen, en Algérie française, d'autres à Jérusalem, et la communauté s'ouvre au dialogue interreligieux.
Dès 1940, les futures sœurs s’ancrent dans la voie de l’œcuménisme de l'abbé lyonnais Paul Couturier et cherchent à faire vivre un esprit d’unité lors de leurs retraites. La communauté perpétue cet héritage œcuménique en hébergeant, des années plus tard, des rencontres du groupe des Dombes,.
En 2021, la communauté coordonne au niveau mondial la Semaine de prière pour l'unité des chrétiens,.

## Vie communautaire

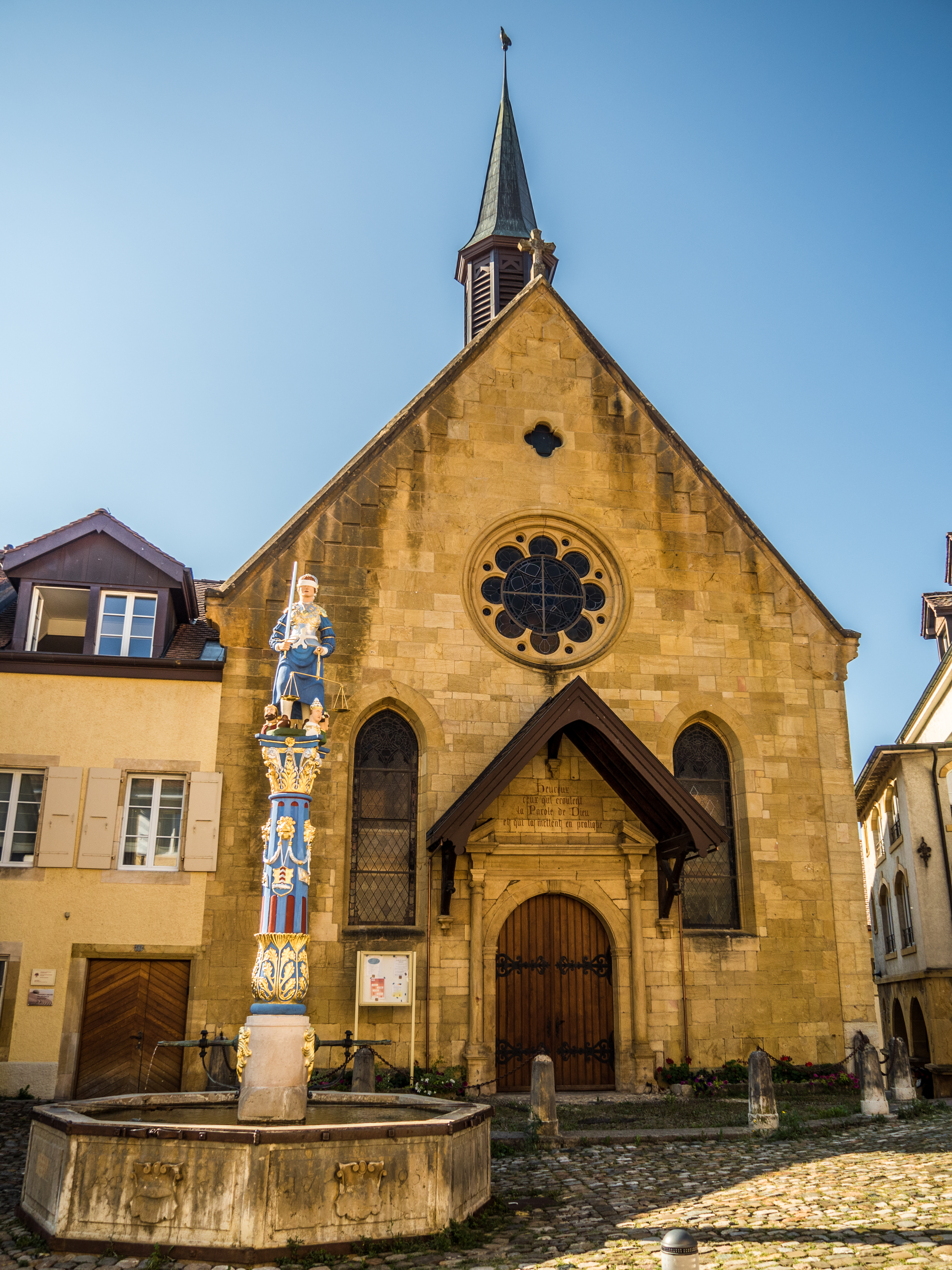
Temple réformé et fontaine de justice à Boudry.

### Lieu
La communauté est installée dans une ancienne fabrique d'indienne, dans des maisons historiques du XVIIIe siècle irriguées par un canal latéral à la rivière Areuse, le Lavage, qui se jette dans le lac de Neuchâtel,.

### Vie quotidienne
Les sœurs de la Communauté de Grandchamp utilisent la règle de Taizé et portent un habit religieux bleu poudré avec un fichu.
La communauté compte une cinquantaine de sœurs, de confession réformée, luthérienne, méthodiste et baptiste. Elles viennent de Suisse, de France, d'Allemagne, des Pays-Bas, de République tchèque, de Suède, d'Islande, de Lettonie, du Congo et d'Indonésie.
Après un postulat d’un an et un noviciat d’une dizaine d’années, elles s'engagent avec vœux éternels à vivre ensemble une vie monastique selon les conseils évangéliques de pauvreté, de chasteté et d'obéissance.
Elles vivent dans des cellules et ont une routine quotidienne, suivant la maxime bénédictine « Ora et labora », ponctuée par quatre temps de prière commune ainsi que des temps de prière personnelle et de lectio divina.
Un culte de Sainte-Cène est célébré deux fois par semaine, le jeudi et le dimanche, par des pasteurs des environs.
Le repas est pris ensemble en silence, avec de temps en temps une lecture à table, généralement une lecture spirituelle.

### Vocation
Contrairement aux communautés féminines protestantes habituelles de diaconesses, la communauté est spécifiquement monastique, axée sur la prière, la communauté et l’accueil,.
Grandchamps pratique donc l'hospitalité monastique et les sœurs de Grandchamp organisent régulièrement des retraites spirituelles. Des invités sont souvent présents et font l'expérience du silence, de la prière et de la communauté dans le monastère pendant une période plus ou moins longue. Il existe également la possibilité de faire du volontariat, pour les femmes et les hommes.

## Organisation
La communauté est dirigée par la prieure et le conseil des sœurs. Les sœurs tiennent deux conseils communautaires par an.
Après mère Geneviève Micheli de 1952 à 1961, les prieures de la communauté sont successivement sœur Marie Bonna-Bornand (1962-1970), sœur Minke de Vries (1970-1999), sœur Pierrette Guinchard (1999-2016) et sœur Anne-Emmanuelle Guy (depuis 2016),.

### Tiers-ordre et servants de l’Unité
Un tiers-ordre laïc, le Tiers-Ordre de l'Unité, est rattaché à Grandchamp. La communauté est aussi responsable des Servants de l’Unité qui avaient été fondés par frère Roger de Taizé.

### Affiliations
La communauté de Grandchamp est membre de l'Église évangélique réformée du canton de Neuchâtel et du département des communautés de la Fédération protestante de France.